# Wydział Filozofii i Kognitywistyki Uniwersytetu w Białymstoku
Wydział Filozofii i Kognitywistyki Uniwersytetu w Białymstoku – jeden z piętnastu wydziałów Uniwersytetu w Białymstoku. 

## Historia
Instytut Filozofii został utworzony w 2019 roku, wskutek podziału Wydziału Historyczno-Socjologicznego UwB. Od roku akademickiego 2023/2024, Instytut funkcjonuje jako Wydział Filozofii, a od roku akademickiego 2024/2025 jako Wydział Filozofii i Kognitywistyki.

## Kierunki kształcenia
Dostępne kierunki:
- Filozofia i Etyka (studia I stopnia)[3]
- Filozofia 2º (studia II stopnia)[4]
- Kognitywistyka i Komunikacja (studia I[5] i II[6] stopnia)
- Filozofia, polityka, gospodarka (studia I stopnia)[7]

## Poczet dziekanów
1. prof. dr hab. Małgorzata Kowalska (2023–2024)
2. dr hab. Bartosz Kuźniarz (od 2024)

## Władze Wydziału
W kadencji 2024–2028:
| Stanowisko                    | Imię i nazwisko          |
| ----------------------------- | ------------------------ |
| Dziekan                       | dr hab. Bartosz Kuźniarz |
| Prodziekan ds. dydaktycznych  | dr Maja Kittel           |
| Prodziekan ds. kognitywistyki | dr hab. Robert Poczobut  |

## Struktura organizacyjna
| Katedra                                          | Kierownik                         |
| ------------------------------------------------ | --------------------------------- |
| Katedra Filozofii i Etyki                        | prof. dr hab. Małgorzata Kowalska |
| Katedra Logiki, Kognitywistyki i Filozofii Nauki | prof. dr hab. Halina Święczkowska |

## Koła Naukowe działające na Wydziale Filozofii i Kognitywistyki[11]
| Nazwa Koła                     | Rok założenia (akademicki) |
| ------------------------------ | -------------------------- |
| Koło Naukowe Kognitywistów UwB | 2015/2016                  |
| Koło Naukowe Filozofów UwB     |                            |